# 2050 Francis
2050 Francis este un asteroid din centura principală, descoperit pe 28 mai 1974 de Eleanor Helin.